# Eleftherotypía
Ne doit pas être confondu avec Eléftheros Týpos.
Eleftherotypía (en grec moderne : Ελευθεροτυπία, Presse Libre) était un journal quotidien grec publié à Athènes, avec un tirage de 115 000 exemplaires. Sa première parution date de 1975. C’était l’un des journaux les plus diffusés en Grèce. Il appartenait à l'origine à ses journalistes, mais il a été racheté par les frères Tegopoulos, des hommes d'affaires. Il est maintenant dirigé par Thanassis Tegopoulos. Il a cependant conservé son orientation à gauche. Il publiait aussi une édition du dimanche : Kyriakátiki Eleftherotypía (Κυριακάτικη Ελευθεροτυπία). Tous les mercredis, 9 était le supplément BD du journal et se vendait à 200 000 exemplaires.

## Le problème de l'extrême gauche
Si le journal est plutôt social-démocrate et proche du PASOK en général, il a cependant parfois été très critique des gouvernements socialistes. Les éditions du samedi et du dimanche laissent aussi une place très grande à un groupe de journalistes, qui se fait appeler Ιός (Iós, « virus »). Les articles de ce groupe sont souvent des attaques très virulentes contre l'extrême droite, l'Église, l'armée, la police et la politique extérieure des États-Unis.
En avril 1977, l'Organisation révolutionnaire du 17-Novembre choisit Eleftherotypía pour publier son manifeste intitulé Réponses aux partis et groupes (Απάντηση στα κόμματα και τις οργανώσεις). La préface du texte expliquait que le journal avait été choisi parce qu'il avait toujours fidèlement rendu compte des actions du groupe et qu'il avait toujours relayé les idées de la gauche, même lorsqu'il ne les partageait pas. À partir de cette date, Eleftherotypía eut l'exclusivité des communiqués de 17-Novembre, mais aussi de tous les autres groupes d'extrême gauche (des anarchistes aux terroristes). Il s'abstenait aussi de condamner les attentats, même les assassinats politiques. En 2005, le journal fut condamné en appel à verser 60 000 € de dommages au procureur chargé de l'enquête contre 17-Novembre, Christos Lambrou, pour diffamation.

## De la faillite à l'autogestion
Le 21 décembre 2011, Mania Tegopoulou, sa propriétaire, a placé le journal sous la protection de l'article 99 de la loi sur les banqueroutes. Elle n'a pas réussi à trouver de nouveaux investisseurs pour faire face aux frais de publication et aux salaires impayés depuis des mois de ses journalistes. Le 15 février 2012 les travailleurs en grève ont sorti un numéro du journal en autogestion. L'expérience a été renouvelée début novembre 2012. Elle a poussé le propriétaire Tegopoulos Publishing à annoncer la reprise de la parution du journal et de ses suppléments (Kyriakátiki Eleftherotypía, E) et la réouverture de son site internet. La publication a finalement arrêté en novembre 2014.